# Entalophoroecia harmeri
Entalophoroecia harmeri is een mosdiertjessoort uit de familie van de Plagioeciidae. De wetenschappelijke naam van de soort is voor het eerst geldig gepubliceerd in 1933 door Osburn.